# Pseudocryphaea domingensis
Pseudocryphaea domingensis là một loài Rêu trong họ Leptodontaceae. Loài này được (Spreng.) W.R. Buck miêu tả khoa học đầu tiên năm 1980.